# Gertrude Liebhart
Gertrude Liebhart, född 26 oktober 1928, död 27 november 2008, var en österrikisk  kanotist.
Liebhart blev olympisk silvermedaljör i K-1 500 meter vid sommarspelen 1952 i Helsingfors.